# Mračna trijada
U psihologiji, mračna trijada predstavlja povezan skup osobina ličnosti; narcizam, makijavelizam i psihopatija. Nazivaju se mračne zbog svoje zlonamjerne prirode.
Osobe čije se crte ličnosti podudaraju s mračnom trijadom imaju veću sklonost počinjenju zločina, uzrokovanju društvenog nemira, stvaranju problema i sl. Skloni su, također, biti manje suosjećajni i manje zadovoljni svojim životima.
Sve tri osobine mračne trijade su slične i preklapaju se prema empirijskim dokazima, ali su u suštini različite.
- Narcizam karakterizira povišen osjećaj vlastite vrijednosti, ponos, sebičnost i manjak empatije.[2]
- Psihopatiju karakterizira antisocijalno ponašanje, impulzivnost, sebičnost, manjak empatije i bezobzirnost.[3]
- Makijavelizam karakterizira manipulacija, iskorištavanje drugih, odsutnost morala, povišena briga za vlastite interese.[4]

Mračna trijada je priznata na polju psihologije i koristi se u primijenjenoj psihologiji, osobito na područjima kliničke psihologije, provedbe zakona i u biznisu. 
Koncept se prvi put spominje 2002. kada su ga osmislili psiholog Delroy Paulhus i njegov tadašnji student Kevin Williams.

## Uzroci

### Genetika i okruženje
Utvrđeno je da sve tri osobine mračne trijade i poveznice jedna s drugom imaju značajne genetske komponente. Ipak, unutar trijade pokazalo se da su psihopatija i narcizam nasljedniji od makijavelizma, za kojeg je istraženo da se stječe iskustvima.
Čimbenici okruženja doprinose razvoju mračne trijade, iako imaju manji utjecaj od genetike. Tijekom djetinjstva i adolescencije vanjski čimbenici koji se ne dijele s braćom i sestrama (kao što su prijatelji ili izvannastavne aktivnosti) pridonose osobinama mračne trijade. Međutim, samo je makijavelizam povezan s čimbenicima koji se dijele s braćom i sestrama.

### Evolucija
Evolucijska teorija također može objasniti razvoj osobina mračne trijade. Unatoč povezanosti ovih osobina s kliničkim poremećajima, neki tvrde da prilagodljive kvalitete mogu pratiti one neprilagođene; učestalost prilagodljivih kvaliteta zahtijeva neku prilagodbu. Svakodnevne verzije ovih osobina pojavljuju se u društvu, gdje se čak mogu uočiti visoke razine među pojedincima koji se uspijevaju snaći u svakodnevnom životu. Čak i u ovim uzorcima, istraživanja ukazuju na povezanost s agresijom, rasizmom i maltretiranjem među ostalim oblicima društvene averzije.
Znanstvenici su, također, proveli istraživanja strategije izbora partnera. Ona su pokazala kako su osobe s izraženim crtama ličnosti mračne trijade u prosjeku sklonije korištenju „brze“ strategije izbora partnera; izvještavaju o većem broju seksualnih partnera, imaju pozitivniji stav prema neobvezujućim seksualnim odnosima, niže standarde kod izbora kratkoročnih partnera, sklonije su krađi partnera i zloupotrebi supstanci pri situacijama koje uključuju potencijalno pronalaženje partnera poput izlazaka i druženja. Nalaz se objašnjava deficitom u samokontroli, impulzivnošću, sebičnošću i ostalim karakteristikama mračne trijade. Također, manja izbirljivost kod odabira partnera i kratkotrajnost veza moguća su posljedica nemogućnosti osoba s izraženim crtama ličnosti mračne trijade da održe dugoročne veze zbog njihove „mračne“ prirode koja u dugoročnim vezama s vremenom dođe do izražaja.

## Grupne razlike

### Spolne razlike
Postoje jasne razlike između muškaraca i žena u crtama ličnosti mračne trijade. Muškarci postižu generalno viši rezultat na svim trima crtama mračne trijade od žena neovisno o korištenim instrumentima. Navodi se da su vjerojatni razlozi tome biološki (npr. učinak testosterona) i socijalni faktori (npr. rodne uloge). 

### Generacijske razlike
Na temelju analize Inventara narcisoidne osobnosti prikupljenih od preko 16,000 američkih studenata između 1979. i 2006. godine, zaključeno je da su se prosječne razine narcizma s vremenom povećavale.

## Korelacije s drugim crtama ličnosti

### Petfaktorski model ličnosti
Paulhus i Williams su u svom izvornom istraživanju utvrdili u kojoj se mjeri kod ljudi podudaraju crte ličnosti mračne trijade i dimenzije petfaktorskog modela ličnosti (ekstraverzija, ugodnost, savjesnost, neuroticizam i otvorenost prema iskustvima).
Rezultati su dobiveni u vrijednostima od .25 do .50. Korelacije isključivo između crta ličnosti mračne trijade variraju, pri čemu narcizam i makijavelizam koreliraju u prosjeku .34, narcizam i psihopatija .38, a makijavelizam i psihopatija .58.
Značajnu korelaciju sa sve tri crte mračne trijade imala je crta ugodnosti (od -.25 do -.47). Vrijedi spomenuti kako je korelacija negativnog smjera, što je očekivano s obzirom na to da ugodnost uključuje obzirnost prema drugima, a crte ličnosti mračne trijade tu crtu gotovo potpuno isključuju. Makijavelizam i psihopatija negativno koreliraju sa savjesnošću. Dakle, osobe izraženih crta ličnosti mračne trijade u prosjeku su manje ugodne i savjesne od prosjeka. Za crtu narcizma valja istaknuti da pozitivno korelira s crtom ekstraverzije.

### Šestfaktorski model ličnosti
U novijim se istraživanjima koristi model HEXACO, koji uz dimenzije petfaktorskog modela koristi i šestu dimenziju, iskrenost/poniznost. Zanimljivo je da dobivene korelacije mračne trijade s crtom iskrenost/poniznost najveće su dosad dobivene korelacije crta ličnosti mračne trijade s nekom drugom crtom ličnosti i nalaze se u rasponu od -.41 do -.61.